# Meden Vale
Meden Vale är en by i Nottinghamshire i England. Byn ligger 28,9 km 
från Nottingham. Orten har 2 192 invånare (2001).